# ديفيد جونز (شاعر)
دايفيد جونز (بالإنجليزية: D. Gwenallt Jones)‏ (و. 1899 – 1968 م) هو شاعر، وروائي من المملكة المتحدة، وويلز، والمملكة المتحدة لبريطانيا العظمى وأيرلندا، توفي في آبريستويث، عن عمر يناهز 69 عاماً.

## التعليم
تعلم في جامعة أبيريستويث
.